# Pristimantis colonensis
Pristimantis colonensis es una especie de anfibio anuro de la familia Craugastoridae.

## Distribución geográfica
Esta especie se encuentra en la Cordillera Oriental en:
- Colombia en el departamento de Putumayo en los municipios de Colón, San Francisco y Sibundoy entre los 2200 y 2750 m sobre el nivel del mar;
- Ecuador en la provincia de Sucumbíos entre los 2286 y 2600 m sobre el nivel del mar.[4]

## Etimología
El nombre de la especie está compuesto de colon y del sufijo latino -ensis que significa "que vive, que habita", y se le dio en referencia al lugar de su descubrimiento.

## Publicación original
- Mueses-Cisneros, 2007: Two new species of the genus Eleutherodactylus (Anura: Brachycephalidae) from Valle de Sibundoy, Putumayo, Colombia. Zootaxa, n.º 1498, p. 35-43.[5]